# Ramaria botrytis
Ramaria botrytis (Pers.) Ricken, 1918 è un fungo del genere Ramaria (di cui è la specie tipo), a sua volta appartenente alla famiglia delle Gomphaceae. Si tratta di un fungo commestibile dalla natura simbiontica micorrizica, il cui nome deriva dal greco antico bótrys, "grappolo d'uva", per via della colorazione rosso-violacea dei rametti distali del fungo.

## Descrizione
Il carpoforo è massiccio, con un aspetto pluriramificato che ricorda quello di un corallo; è alto 6-17 (20) cm e ha un diametro di 8-17 (25) cm. Si divide da una fusto compatto in numerose ramificazioni verticali e cilindriche, leggermente ricurve, spesso biforcate, carnose, spesse alla base e gradualmente assottiglianti verso l'alto, dal colore iniziale biancastro, virante rapidamente al giallo-ocra con l'invecchiamento, spesso con sfumature rosate o anche color rosso vinoso pallido, bruno-giallastro o bruno-verdastro negli esemplari vecchi. Le punte delle ramificazioni sono frastagliate, di colore vivacemente rossastro, talvolta con sfumature violacee che sbiadiscono con la vecchiaia, assumendo il colore del resto del ramo.
Il gambo è tozzo e di forma grossomodo cilindrica, con un diametro di 4-6 (8) cm, grosso, quasi bulboso, carnoso e compatto, da cui si originano i numerosi rami; può essere bianco o bianco-giallastro.
La carne è di colore bianco sporco nel gambo e giallastra nei rami; è molto acquosa, marmorizzata, compatta ma fragile. L'odore è leggermente fruttato, il sapore è gradevole e dolce.
Le spore sono abbastanza grandi: 12-18 per 4-6 micron, con superficie ruvida e striata, di forma variabile da oblunga ellissoidale o quasi fusiforme a sigmoide (curva, come la lettera "S"), ma sempre con base obliquamente apiculata. La sporata è di colore ocra-giallastro. I basidi hanno dimensioni di 40-60 per 6-10 micron con 2-4 sterigmi ciascuno. Le ife, che comprendono il subimenio di 2,5–4,5 micron di diametro, sono intrecciate e a pareti sottili.

## Distribuzione e habitat
Cresce prevalentemente in zone collinari e montuose, su suoli fertili o calcarei (talvolta anche sabbiosi), isolato o in cerchi attorno agli alberi; è particolarmente diffuso in Romania e Moldavia, dove cresce nelle foreste decidue, specie sotto betulle e faggi, nel periodo che va da giugno/luglio a ottobre. Viene saltuariamente rinvenuto anche nelle foreste di conifere.

## Commestibilità
Ramaria botrytis è la specie del genere Ramaria più apprezzata in cucina, dove vengono impiegati soprattutto gli esemplari giovani. Il fungo è usato come condimento per piatti a base di maiale o di vitello o cervello di maiale o vitello. Insieme ad altri, R. botrytis può essere un ingrediente dei sughi di selvaggina; può inoltre essere essiccato e ridotto in polvere, oppure conservato sottaceto (sia da sola che abbinata a verdure). È consigliato mangiare solo esemplari giovani di R. botrytis, poiché con l'età perdono di consistenza e, oltre a perdere valore dal punto di vista gastronomico, causano spesso disturbi gastrointestinali (seppur di modesta entità); la cottura, anche prolungata, non elimina le sostanze poco digeribili presenti in quantità aumentate negli esemplari più vecchi.